# (35614) 1998 HB148
1998 HB148 (asteroide 35614) é um asteroide da cintura principal. Possui uma excentricidade de 0.16905560 e uma inclinação de 1.38485º.
Este asteroide foi descoberto no dia 25 de abril de 1998 por Eric Walter Elst em La Silla.